# Gámbita
Gámbita è un comune della Colombia facente parte del dipartimento di Santander.
Il comune venne istituito il 31 dicembre 1970.